# Stade Pierre-Mauroy
Stade Pierre-Mauroy, tidigare Grand Stade Lille Métropole, är en multifunktionsarena i Villeneuve-d'Ascq, Frankrike. Den är hemmaarena för fotbollslaget Lille OSC sedan 2012. Arenan började byggas under februari 2009 och invigdes tre år senare, den 17 augusti 2012.
Under olympiska sommarspelen 2024 användes arenan för basketens gruppspel och handbollens slutspel. Den kunde då husera 27 500 åskådare.